# 敷津松之宮
敷津松之宮（しきつまつのみや）は、大阪市浪速区敷津西にある神社。摂末社の日出大国社は大国主神社とも呼ばれており、こちらの神社の方がよく知られている。地元では「木津の大国さん」と呼ばれて親しまれている。付近の町名（浪速区大国）や駅名（大国町駅）の由来にもなっている。大国主神社では大阪七福神の大国主命（大黒天）を祀っている。敷津松之宮・大国主神社との併記も見受けられるが、宗教法人としての登録名は敷津松之宮である。

## 歴史
神功皇后が三韓征伐より帰朝し、住吉大社から敷津の浜を航行していると海岸に荒波が打ち寄せており、渚に松を3本植えて、ここより潮が満ちないよう祈願し、その松の下に素盞嗚尊を祀ったのが由緒とされている。
摂社・大国主神社は延享元年（1744年）2月に神託があり、出雲大社の神を勧請して建立された。以来、今宮戎神社と並んで大阪市街からの参拝が多い神社となり、甲子の日には大変な賑わいを見せた。また、戎橋の由来と同様に、道頓堀川に架かる大黒橋は当社への参道に由来する。大国主神社は大阪七福神の一社でもある。
境内には木津川と現在の浪速区や大正区にあたる地域の開発に尽力した木津勘助（中村勘助）の像がある。西成郡木津村の北部（関西本線以北）が大阪市へ編入された後、当社由来の「木津大国町」のほか、勘助由来の「木津勘助町」という町名も誕生している。1980年（昭和55年）に現行町名に変更されるまで存在した。

## 祭神
- 主祭神 - 素盞嗚尊、大国主命
- 相殿神 - 事代主命、奇稲田姫命、少彦名命、八柱御子神

## 境内
- 本殿
- 拝殿
- 日出大国社（大国主神社） - 祭神：大国主命。本殿の大国主命とはまた別に祀られている。こちらの大国主命は日出大国神とも呼ばれているが、大黒天でもある。社の正面が国道26号線に面している為、こちらの社の方が主となって見える。
- 楠稲荷社 - 祭神：宇迦之御魂神
- 白龍明神社（巳さん）
- 社務所
- 木津勘助の像
- 境外社
  - 敷津松之宮西成旅所 - 西成区松2丁目にある。

## 前後の札所
大阪七福神（大黒天）
南海沿線七福神（大黒天）

## 交通
- 大阪市高速電気軌道御堂筋線・四つ橋線 大国町駅